# L'isola dei monaci senza nome
L'isola dei monaci senza nome è un romanzo di Marcello Simoni, pubblicato per la prima volta in Italia nel 2013; è l'edizione cartacea dell'ebook Rex Deus. L'armata del diavolo, precedentemente pubblicato in cinque episodi: Il patto, La loggia segreta, Il monastero dimenticato, La mappa del templare e La reliquia scomparsa.

## Contesto storico
Si basa su un episodio realmente accaduto nel 1534, quando Khair -Ed - Dyn detto Ariadeno Barbarossa, Ammiraglio delle navi corsare di Solimano, dopo avere distrutto il paese di Grassèra all'Isola d'Elba e deportato la popolazione, regalò una donna molto bella, Emilia d'Hercole, a un suo generale delle galee, Sinaan detto il Giudeo. Rinchiusa nell'harem di quest'ultimo, la donna diede alla luce un bambino. Dopo che Tunisi venne distrutta l'anno seguente ad opera della flotta cristiana guidata da Andrea Doria, al cui seguito c'era anche un membro della famiglia Appiani, della Signoria di Piombino, tutti gli schiavi cristiani prigionieri furono rimpatriati alle loro case, compresa Emilia e il suo bambino che però (non si conosce bene l'episodio) venne cresciuto alla corte di Iacopo V Appiani come compagno di giochi del figlio. Sinaan il giudeo fece di tutto per riprenderselo, e dieci anni dopo riapparve sulle coste toscane il Barbarossa con l'intento di farselo restituire. Ai rifiuto del regnante, mise ancora a ferro e fuoco l'Elba, finché il giovane non fu restituito al legittimo padre. L'episodio è riportato da Giuseppe Ninci, nella sua "Storia dell'Isola d'Elba", datata 1814, scritta in onore di Napoleone Bonaparte, e da Licurgo Cappelletti, in "Storia di Piombino".

## Trama
Il 12 luglio 1544 l'armata del corsaro ottomano Barbarossa mette sotto assedio le coste dell'isola d'Elba; Lo scopo è liberare il figlio ventenne del suo generale delle galee, Sinan il Giudeo, tenuto in ostaggio dal principe di Piombino. Ma il vero interesse del corsaro non è il ragazzo, ma il terribile segreto che egli custodisce: il figlio di Sinan ha scoperto infatti di essere l'ultimo depositario di un mistero risalente ai tempi di Gesù e in grado di minare, se rivelato, le basi della fede cattolica. Ma il segreto del Rex Deus è stato occultato per oltre due secoli ed entrarne in possesso sarà tutt'altro che semplice. Il giovane dovrà seguire un'antica pista di indizi lasciata da un monaco templare, destreggiandosi tra rivalità di corsari, intrighi di corte e battaglie navali... e dovrà anche sventare il complotto della loggia dei Nascosti, intenzionata a impossessarsi dell'antico segreto.

## Edizioni
- Marcello Simoni, Rex Deus. L'isola dei monaci senza nome, Newton Compton Editori, 2013,  p. 329, ISBN 9788854153400.
- Marcello Simoni, L'isola dei monaci senza nome, Newton Compton Editori, 17 maggio 2018,  p. 318, ISBN 9788822716637.
- Marcello Simoni, L'isola dei monaci senza nome, Gli insuperabili Gold, Newton Compton Editori, 7 ottobre 2022,  p. 320, ISBN 9788822764980.